# 新宮乙矢
 新宮 乙矢 （しんぐう おとや、1975年3月18日 - ）は、日本の俳優。本名同じ。神奈川県出身。ヨギプロダクション所属。劇団め組の劇団員。

## 出演作品

### テレビ
- ザ!世界仰天ニュース[2]
- いつみても波乱万丈[2]
- フードファイト[2]
- 日本の仰天三面記事[2]
- こたえてちょーだい[2]
- 土曜ワイド劇場・replay[2]
- ドラマスペシャル 女優 麗子〜炎のように - 村井喜一 役

### CM
- NTT DoCoMo東海『iモード編』[2]
- バンテリン[2]

### 舞台
- 劇団華の章[2]
- 劇団め組 『岡田以蔵』主演[2]
- 劇団たいしゅう小説家 Present's「名主畑リーサとイザナギ君」（2014年5月2日 - 6日、萬劇場）
- 劇団め組『あしたのジョー』（2016年2月、すみだパークスタジオ倉） - 主演・矢吹丈 役[3]